# Michal Silorád Patrčka
Michal Silorád Patrčka (21. července 1787 Solnice – 25. dubna 1838 Jaroměř) byl český obrozenecký básník, autor nevelkých próz a dvou drobných dramat, neúspěšný vynálezce.
Jméno Silorád (psáno také Silorad, Sílorad, Sylorad či Sýlorad) je jméno vlastenecké, které vyjadřovalo jeho vztah k fyzikálním pokusům a k vynálezům.

## Život

### Mládí a život v Solnici
Michal Patrčka se narodil v Solnici v rodině výrobce punčoch a pozdějšího kupce Františka Patrčky a jeho ženy Anny, rozené Meerwartové. Po školní docházce se v Kostelci nad Orlicí vyučil kupcem. Touha po vzdělání musela ustoupit povinnostem v otcově obchodě, a proto celý život zůstal samoukem.
Pro jeho život bylo tragické období 1811-1812. Dne 15. března 1811 Rakousko vyhlásilo státní bankrot a znehodnotilo veškeré úspory obyvatelstva na pětinu původní hodnoty, v témže roce vyhořel dům Patrčkových a obchod zbankrotoval. Otec František Patrčka zemřel 1. října 1812.

### Vojenská služba
Roku 1812 se proto pokusil ve Vídni získat místo redaktora Vídenských novin, později v Praze v Krameriových novinách, ale neuspěl. Vrátil se proto roku 1815 do Solnice a téhož roku byl odveden k vojsku. Po krátké účasti na protinapoleonském tažení byl roku 1816 jmenován učitelem v Josefově, který byl vojenskou pevností. Ve vojenské službě dosáhl hodnosti strážmistra. Roku 1823 byl na vlastní žádost propuštěn z vojenské služby, jako invalida. Později se vzdal i vojenského důchodu.

### Manželství a děti

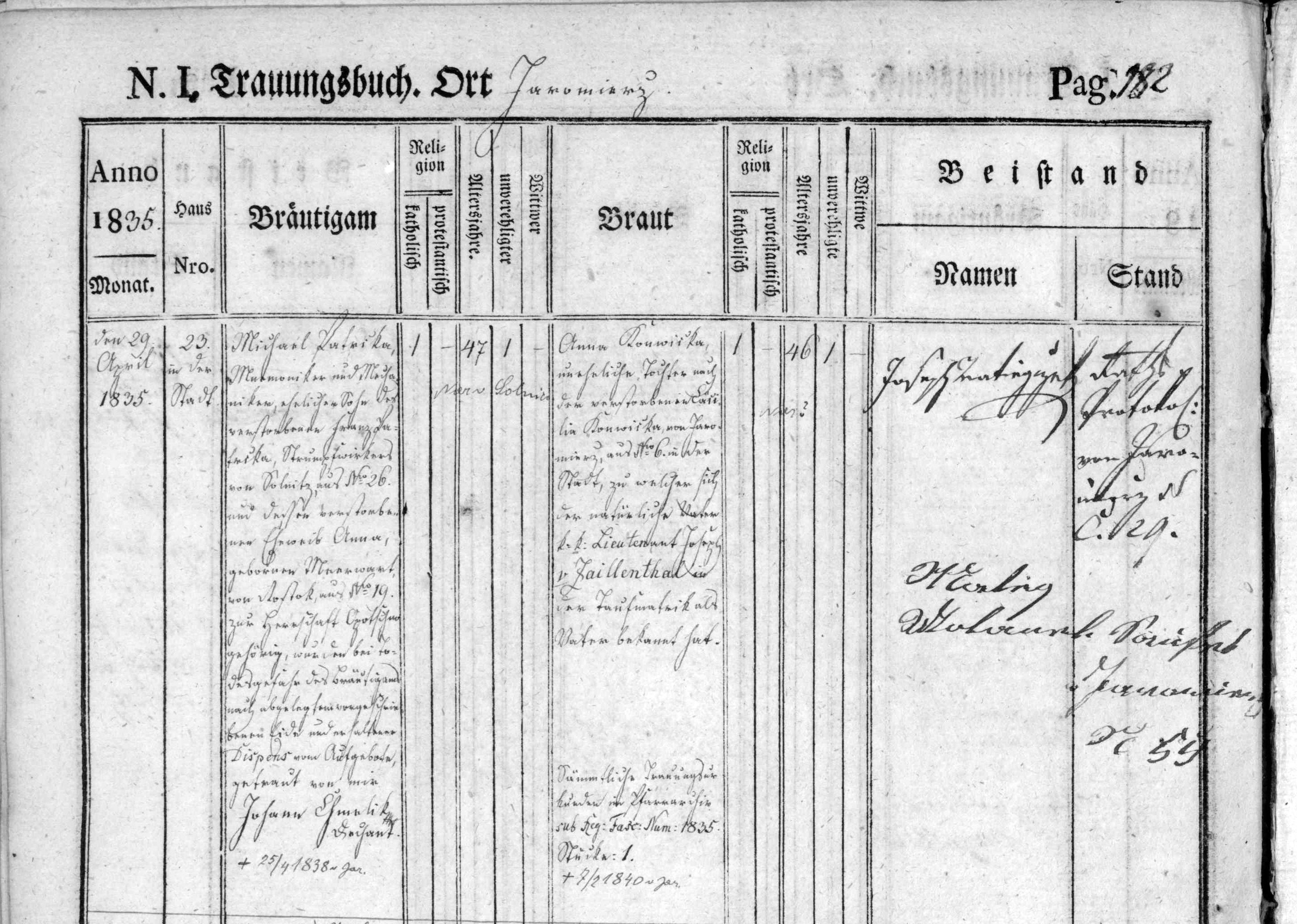
Michal Silorad Patrčka, záznam o sňatku, 1835

Dne 29. dubna 1835 se oženil s Annou Konvičkovou (1788 nebo 1787-??), nemanželskou dcerou poručíka Josefa Zeillenthala. Jako povolání uvedl tehdy mnemonik a mechanik.
Podle životopisů žil v Jaroměři jako vojenský invalida v rodině budoucí manželky již od propuštění z vojenské služby v roce 1823. Vztah Michala Siloráda Patrčky s Annou Konvičkovou byl dlouhodobý a před sňatkem se narodilo několik dětí:
Eugenie (1824-??), Bibiana (1827-??), Adelheid (1829-??) a Viktorin (1832-??). Michal Patrčka se k otcovství dětí hlásil a jako otec byl vždy v matrice narozených zapsán. Získat povolení k sňatku bylo totiž poměrně složité a nákladné, a to i pro válečné invalidy jako byl Michal Patrčka (i když ti nemuseli skládat kauci jako aktivní vojáci).
Proto ke sňatku došlo až poté, co se vzdal vojenského invalidního důchodu.

### Zájem o mnemoniku a mechaniku
Po celý život se Michal Silorád Patrčka věnoval pokusům z oblasti fyziky a mechaniky a zlepšování svého mnemonického systému. Své vynálezy předváděl v letech 1835-1837 na veřejných představeních. Jeho snaha o získání podpory pro své pokusy byla neúspěšná.

### Styky Michala Silorada Patrčky s významnými vlastenci
Již v mládí, na obchodních cestách, se seznámil s východočeskými vlastenci, jako byli František Vladislav Hek (Jiráskův F. L. Věk), Josef Liboslav Ziegler, Jan Hostivít Pospíšil. Ve Vídni se seznámil s Václavem Hankou, který se mu stal vzorem v tvorbě. Znal se i s Václavem Rodomilem Krameriem a jeho bratrem Vojtěchem.

### Závěr života
Zemřel v Jaroměři, v bídě (povodeň a požár zničily jeho majetek), na vyčerpávající horečku (Zehrfieber). Byl pochován na místním hřbitově, ten ale byl později zrušen a místo jeho hrobu není známo.

## Dílo
Byl samoukem bez systematického vzdělání. Ve své době byla jeho poezie populární a napodobovaná např. Karlem Sudimírem Šnajdrem.
- Vzpomínání na podzimní procházce – lyrický cyklus
- Hrst šípků a trnek
- Žluč a med
- Bodláčí
- Starý strýc
- Milorad – idyla
- Hora – podobenství
- Obraz prozřetelnosti Boží
- První večer v nové vlasti
- O Krkonošských horách
- Václav a Terezka – povídka, vyšla knižně v souboru Zábavné povídky raného obrození, 2005, ISBN 80-7106-695-8
- Nesnadné volené a zlé zvolení – satirická úvaha o postavení redaktora

Většina Patrčkových děl vyšla pouze časopisecky.

## Posmrtné vzpomínky
- Dne 21. srpna 1887 mu byla odhalena pamětní deska v rodné Solnici.[6]
- Patrčkovu postavu použil Alois Jirásek ve třetím dílu románu F. L. Věk, v kapitole O událostech.[11] V seriálovém zpracování ho hrál Roman Skamene.
- V Jaroměři je po Michalu Siloradu Patrčkovi pojmenováno Muzeum magie. Patrčka je zde označován za zakladatele českých kouzelných divadel.[12]

## Zajímavost
Druh vynálezů Michala Silorada Patrčky naznačuje dopis z ledna 1828, adresovaný Josefu Liboslavu Zieglerovi se žádostí o podporu. Patrčka zde uvedl vynálezy, "...jež do jara míti hotové budu k ukázání":
1. Plavna, stroj, v němž lehce přes vodu plovati lze a v němž každé potopení-se nemožné jest
2. Hasič, stroj, jímž se voda do plamene ne proudem, nýbrž hromadou házeti může
3. Hubice, stroj ku potírání vojsk nepřátelských a vyhubení měst, bez užívání prachu
4. Pukavky, k tomu, jež toliko po dopadnutí na zem prasknou a zapálí, tolikéž bez užití prachu
5. Pukavky, které toliko do vody vržené škodu způsobí a zapálí
6. Dělo, studeným železem k vypálení bez prachu
7. Stroj, jenž pouhým měchem stroje pohání
8. Ochechule, nový stroj hudební, přelibě znějící
9. Melodion, nový stroj hudební, velmi mistrovský
Roku 1831 neshledala vojenská komise Patrčkovy vynálezy "býti novými a podstatnými".